# Ali Cusji

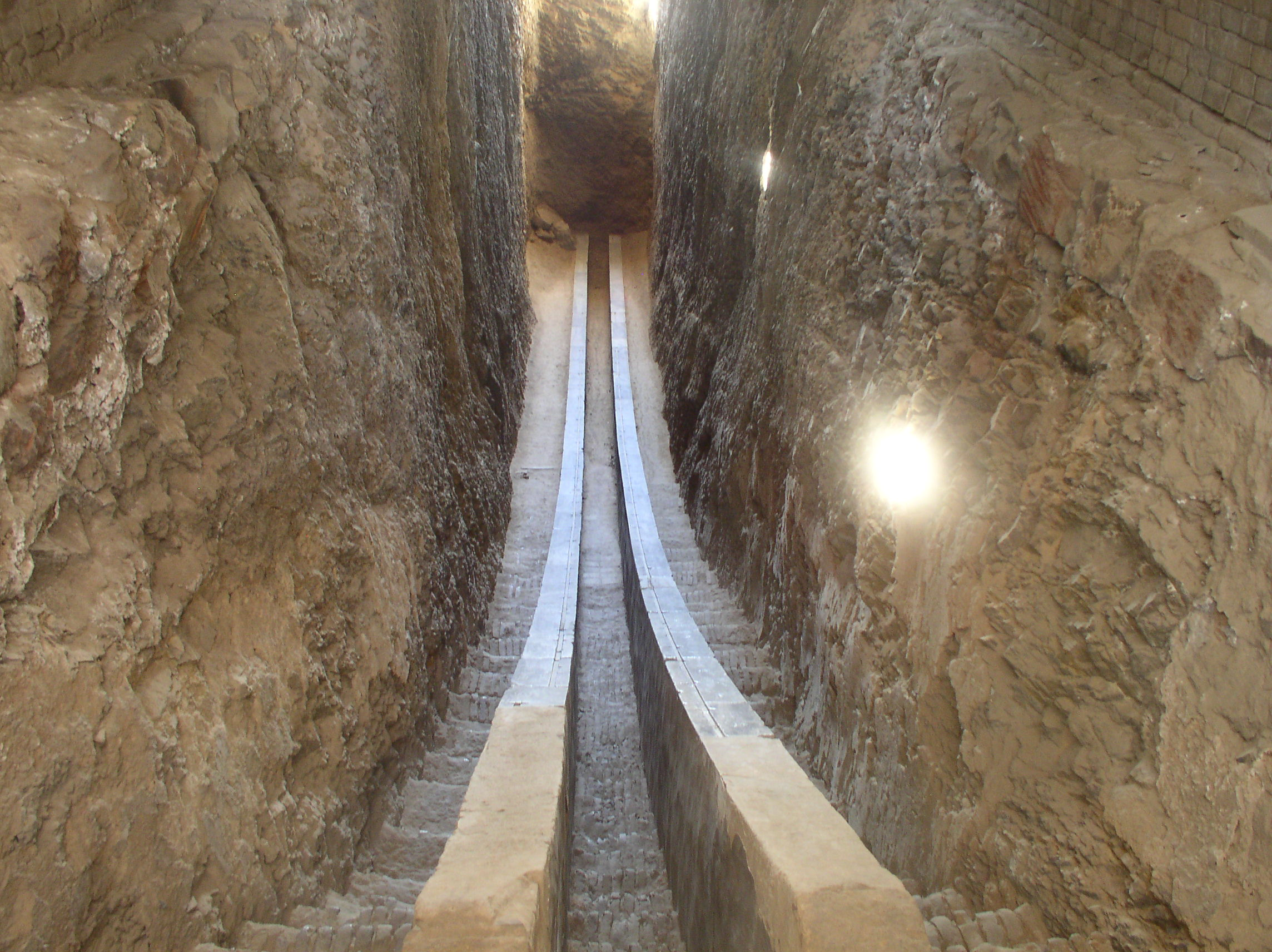
Observatório de Ulugh Beg

Aladim ou Aladino Ali ibne Maomé (Ala al-Dīn Ali ibn Muhammed; 1403 - 16 de dezembro de 1474), conhecido como Ali Cusji (Ali Qushji; língua turco-persa: علی قوشچی, kuşçu - falcoeiro em turco; latim: Ali Kushgii) foi um astrônomo, matemático e físico originalmente de Samarcanda, que se estabeleceu no Império Otomano por volta de 1472. Como discípulo de Ulugue Begue, é mais conhecido pelo desenvolvimento da física astronômica independente da filosofia natural e por fornecer evidência empírica para a rotação da Terra em seu tratado, Sobre a Suposta Dependência da Astronomia na Filosofia. Além de suas contribuições para a famosa obra Zij-i-Sultani de Ulugue Begue e para a fundação de Sahn-ı Seman Medrese, um dos primeiros centros para o estudo de várias ciências islâmicas tradicionais no califado otomano, Ali Kuşçu também foi o autor de várias obras científicas e livros didáticos sobre astronomia.